# Caillou
Caillou es una serie televisiva canadiense, basada en los libros de la escritora Christine L'Heureux y la ilustradora Hélène Desputeaux. La serie está producida por Cinar y Clockwork Zoo (solo por la quinta temporada) se divide en 5 temporadas de 92 episodios de 30 minutos: el primer de estos se emitió el 15 de septiembre de 1997 en el canal canadiense Teletoon.

## Significado del nombre
En francés, caillou por lo general significa "piedra", pero también puede significar "calvo", que quizás era más la intención del escritor.

## Personajes
- Caillou tiene 4 años de edad[6] y es el protagonista de la serie. Las aventuras que vive son recreadas por su mente, algunas teorías afirman que Caillou quedó en un estado de coma.
- Rosie tiene 2 años de edad[6] y es la hermana menor de Caillou.
- Gilbert es el gatito travieso y juguetón de Caillou.
- Doris aunque Caillou también le dice "mami", es la madre de Caillou y Rosie.[6] Trabaja de contadora.
- Boris aunque Caillou también le dice "papi", es el padre de Caillou y Rosie.[6] Es muy ingenioso y didáctico.
- Abuelos son los padres de Boris y abuelos paternos de Caillou y Rosie.[6] El abuelo es muy simpático y bondadoso, dispuesto a jugar con su nieto. La abuela es artista pictórica.
- Leo es el mejor amigo de Caillou.
- Clementine es la mejor amiga de Caillou.
- Jason y Jefry son dos hermanos gemelos, amigos de Caillou.
- Sarah es la nueva amiga y vecina de Caillou un poco mayor que él, ella proviene de China.
- Billy es el hermano mayor de Clementine y amigo de Sarah de su misma edad.
- Valentina es la madre de Clementine y Billy.
- July es la niñera de Caillou.
- Señorita Martin es la maestra de la guardería de Caillou y sus amigos.
- Rexy y Teddy son el dinosaurio y el osito de peluche favoritos de color azul y café de Caillou que siempre los lleva con él.
- Señor Hinkle es el vecino de al lado de la casa de Caillou.
- Andre tiene 6 años de edad, es el amigo mayor de Caillou.
- Ollie es el gato de Sarah.

## Reparto

### Versión original francesa
- Claudia-Laurie Corbeil: Caillou
- Nathalie Coupal: Mamá de Caillou
- Gilbert Lachance: Papá de Caillou / Rexy / Gilbert
- Violette Chauveau: Rosie
- Mario Desmarais: Abuelo de Caillou
- Diane Arcand: Abuela de Caillou
- Johanne Garneau: Leo / André / Señorita Martin / Jonathan / Sebastián
- Sophie Léger: Sarah
- Luis De Céspedes: Sr. Lajoie
- Hugolin Chevrette: Oso de peluche
- Sophie Faucher: Narradora

### En francés/inglés
- Sitio web oficial
- Hélène Desputeaux Sitio oficial

- Caillou en Internet Movie Database (en inglés).

- Datos: Q857007